# Catholic Biblical Quarterly
Catholic Biblical Quarterly je ugledni recenzirani teološki znanstveni časopis koji izdaje Američko društvo katoličkih bibličara. Izalzi četverogodišnje, od 1939. Jedan je od najviše rangiranih teoloških časopisa na svijetu.